# باراكو بول إنرجي
باراكو بول إنرجي (بالتاغالوغية: Barako Bull Energy)‏ كان فريق كرة سلة فلبيني تأسس في سنة 2002. نافس في الرابطة الفلبينية لكرة السلة. تم حل الفريق في سنة 2016. دربه ينغ جياو ولعب معه لاعبون مثل رينرن ريتوالو، أرويند سانتوس وأوليفر ميلر.